# Saison 9 de Bones
Chronologie
Saison 8 Saison 10
Cet article présente les vingt-quatre épisodes de la neuvième saison de la série télévisée américaine Bones.

## Synopsis
Une experte en anthropologie, Temperance Brennan, et son équipe à l'institut Jefferson (une allusion au Smithsonian Institution) est appelée à travailler en collaboration avec le FBI dans le cadre d'enquêtes criminelles, lorsque les méthodes classiques d'identification des corps ont échoué. Temperance travaille à partir des squelettes (d'où son surnom éponyme de la série : Bones, qui signifie « ossements », en anglais). Celle-ci est épaulée par un agent du FBI, Seeley Booth, avec lequel elle entretient des rapports tantôt conflictuels, tantôt complices voire plus. Elle s'appuie également sur son équipe de scientifiques : Angela Monténégro, la meilleure amie de Brennan, qui a inventé un logiciel pour reconstituer une scène de crime en images tridimensionnelles, le Dr Jack Hodgins, entomologiste et expert en spores et en chimie, le Dr Camille Saroyan, expert légiste, mais surtout la supérieure hiérarchique de Brennan et aussi de plusieurs assistants. Il y a également le Dr Lance Sweets, jeune psychologue qui collabore avec Booth sur les techniques d'interrogatoire et de profilage.

## Distribution

### Acteurs principaux
- Emily Deschanel (VF : Louise Lemoine Torrès) : Dr Temperance « Bones » Brennan
- David Boreanaz (VF : Patrick Borg) : l'agent spécial Seeley Joseph Booth
- Michaela Conlin (VF : Chantal Baroin) : Angela Montenegro
- T.J. Thyne (VF : Thierry Kazazian) : Dr Jack Hodgins
- Tamara Taylor (VF : Annie Milon) : Dr Camille Saroyan
- John Francis Daley (VF : Damien Ferrette) : Dr Lance Sweets

### Acteurs récurrents
- Patricia Belcher (VF : Julie Carli) : Caroline Julian (8 épisodes)
- Mather Zickel (en) (VF : Arnaud Arbessier) : Aldo Clemens (3 épisodes)
- Andrew Leeds (VF : Mathias Casartelli) : Christopher Pelant[1] (2 épisodes)
- Ryan O'Neal (VF : Hervé Jolly) : Max Keenan (2 épisodes)
- Ty Panitz : Parker Booth (1 épisode)

#### Les assistants duDrBrennan
- Eugene Byrd (VF : Pascal Nowak) : Dr Clark Edison (5 épisodes)
- Carla Gallo (VF : Laura Préjean) : Daisy Wick (5 épisodes)
- Michael Terry (VF : Nicolas Beaucaire) : Wendell Bray (5 épisodes)
- Pej Vahdat (VF : Jérémy Prévost) : Arastoo Vaziri (4 épisodes)
- Brian Klugman (VF : Stéphane Ronchewski) : Oliver Wells nouvel interne (3 épisodes)
- Joel David Moore (VF : Vincent de Boüard) : Colin Fisher (3 épisodes)
- Luke Kleintank (VF : Donald Reignoux) : Finn Abernathy (1 épisode)

### Invités
- Freddie Prinze Jr. (VF : Pierre Tessier) : Danny Beck (épisodes 1 et 16)
- John Ratzenberger : Bill Schumacher (épisode 2)
- Greg Rikaart : Jeffrey Baxter (épisode 2)
- Reed Diamond (VF : Cyrille Artaux) : agent du FBI Hayes Flynn (épisode 3)
- Chuck Liddell : Chuck « The Iceman » Liddell (épisode 5)
- Joanna Cassidy : Marianne Booth (épisode 6)
- Ralph Waite (VF : Jean-François Lalet) : Hank Booth (épisode 6)
- Cyndi Lauper (VF : Isabelle Ganz) : Avalon Harmonia (épisode 6)
- Richard Schiff : Leon Watters[2] (épisode 11)
- McKayla Maroney : Ellie[2] (épisode 11)
- Kelly Rutherford : Stephanie McNamara[3] (épisode 12)
- Eileen Grubba : Donna Hastings (épisodes 12 et 22)
- Charlie Worsham : Colin[4] (épisode 13)
- Scott Lowell (VF : Antoine Nouel) : Dr Douglas Filmore (épisode 14)
- Robert Picardo (VF : Bernard Alane) : Dr Rozran (épisode 15)
- Jonno Roberts (VF : Jean-François Vlérick) : Jeffrey Hodgins (épisode 15)
- Ignacio Serricchio (VF : Gilles Morvan) : Rodolfo Fuentes, nouvel interne anthropologiste[5] (épisode 17)
- Shohreh Aghdashloo : Deena Vaziri, mère d'Arastoo[6]
- Tiffany Hines (VF : Jessica Monceau) : Michelle Welton (épisode 19)
- Sterling Macer Jr (VF : Daniel Lobé) : Victor Stark, le directeur adjoint du FBI (épisodes 22 et 24)
- Laura Spencer (VF : Lydia Cherton) : Jessica Warren, nouvelle interne (épisode 23)

## Production
Le 8 janvier 2013, la série a été renouvelée pour une neuvième saison.
La saison débute les lundis à partir du 16 septembre 2013, puis est déplacée au vendredi soir, initialement prévue pour le 8 novembre 2013 puis repoussé au 15 novembre 2013.
Fin janvier 2014, Fox annonce le retour de la série dans sa case horaire initiale du lundi à 20 h après la pause des Jeux Olympiques, à partir du 10 mars 2014.

### Casting
En juillet 2013, les acteurs Freddie Prinze Jr., Mather Zickel (en) et John Ratzenberger ont obtenu un rôle le temps d'un épisode lors de la saison.
En août 2013, les acteurs Greg Rikaart et Chuck Liddell ont obtenu un rôle le temps d'un épisode lors de la saison.

## Liste des épisodes

### Épisode 1:Une confiance aveugle
- États-Unis /  Canada : 16 septembre 2013 sur FOX[8] / Global
- France : 16 janvier 2014 sur M6[16]
- Québec : 26 août 2014 sur Séries+[17]

- États-Unis : 7,76 millions de téléspectateurs[18] (première diffusion)
- Canada : 2 millions de téléspectateurs[19] (première diffusion)

- Freddie Prinze Jr. (Danny Beck)
- Lucy Walters (Lily Thorn)
- Mather Zickel (Aldo Clemens)
- Kathleen York (Marianne Thorn)
- Ted Norman (Rich Ceraulo)
- John Hartmann (M. Gough)
- Alastair Duncan (Heinrich Gloeckner)

### Épisode 2:Thérapie de couple
- États-Unis /  Canada : 23 septembre 2013 sur FOX / Global
- France : 16 janvier 2014 sur M6[16]
- Québec : 2 septembre 2014 sur Séries+

- États-Unis : 6,74 millions de téléspectateurs[20] (première diffusion)
- Canada : 1,75 million de téléspectateurs[21] (première diffusion)

- Millicent Martin (Evelyn Schumacher)
- John Ratzenberger (Bill Schumacher)
- Yancey Arias (Shaman Little River)
- Greg Rikaart (Jeffrey Baxter)
- Carrie Wiita (Kelly Pak / Goodman)
- Tim Peper (Mark Baxter)
- Brittany Ishibashi (Emma Pak)
- Cleavon R. McClendon III (Chase Sanchez)
- Beth Crosby (Tonya Gluzman)
- David A. Cooper (un policier)

### Épisode 3:Guerre de gang
- États-Unis /  Canada : 30 septembre 2013 sur FOX / Global
- France : 23 janvier 2014 sur M6[16]
- Québec : sur Séries+

- États-Unis : 7,26 millions de téléspectateurs[22] (première diffusion)
- Canada : 1,68 million de téléspectateurs[23] (première diffusion)

- Felix Miguel Avitia (Javier Alvarado)
- Aline Elasmar (Maria Alvarado)
- Vicellous Shannon (Curtis Martin)
- Steven W. Bailey (Geoffrey Middlebury)
- Chum Ehelepola (Mo Khan)
- Joe Coots (Howie Henshaw)
- Marissa Herrera (Anna)
- B.J. Clinkscales (un policier)

### Épisode 4:Le Supplice de Prométhée
- États-Unis /  Canada : 7 octobre 2013 sur FOX / Global
- France : 30 janvier 2014 sur M6[16]

- États-Unis : 7,3 millions de téléspectateurs[24] (première diffusion)
- Canada : 1,68 million de téléspectateurs[25] (première diffusion)

- Reed Diamond (agent du FBI Hayes Flynn)
- Robert Curtis Brown (Dr Noah Itzkowitz)
- Brooks Darnell (le garde de la sécurité du Jeffersonian)

### Épisode 5:Une liste de rêves
- États-Unis /  Canada : 14 octobre 2013 sur FOX / Global
- France : 6 février 2014 sur M6[16]

- États-Unis : 7,3 millions de téléspectateurs[26] (première diffusion)
- Canada : 1,54 million de téléspectateurs[27] (première diffusion)

- Steven Eckholdt (Charlie McCord)
- Kristen Ariza (Lena Silver)
- Rebecca McFarland (Linda McCord)
- Patrick Heusinger (Martin Proctor)
- Chuck Liddell (Chuck « The Iceman » Liddell)

### Épisode 6:La Dame en blanc
- États-Unis /  Canada : 21 octobre 2013 sur FOX / Global
- France : 13 février 2014 sur M6[16]

- États-Unis : 7,6 millions de téléspectateurs[28] (première diffusion)
- Canada : 1,64 million de téléspectateurs[29] (première diffusion)

- Cyndi Lauper (Avalon Harmonia)
- Joanna Cassidy (Marianne Booth)
- Ralph Waite (Hank Booth)
- David Hornsby (le père Harrow)

### Épisode 7:Lune de miel
- États-Unis /  Canada : 4 novembre 2013 sur FOX / Global
- France : 20 février 2014 sur M6[16]

- États-Unis : 6,97 millions de téléspectateurs[30] (première diffusion)
- Canada : 1,59 million de téléspectateurs[31] (première diffusion)

- Joaquim de Almeida (Raphael Valenza)
- Angela Alvarado Rosa (Dr Leticia Perez)
- Lucila Sola (Bianca Silva)
- Michael Fairman (David Hal-El)
- Geoffrey Rivas (Ramon Alvarez)
- Julia Vera (la femme déguisée en vieil homme)

### Épisode 8:Le Don de la vie
- États-Unis /  Canada : 11 novembre 2013 sur FOX / Global
- France : 27 février 2014 sur M6[16]

- États-Unis : 7,35 millions de téléspectateurs[32] (première diffusion)
- Canada : 1,73 million de téléspectateurs[33] (première diffusion)

- Jeanette Brox (Veronica Bardach)
- Nora Dunn (Tess Brown)
- Grace Bannon (Stacy)
- BJ Mitchell (Ben)
- Alexis Carra (Allison Stallings)
- Boti Bliss (Judith Lanfranco)
- Ian Khan (en) (Ted Robertson)
- Loren Lester (William Wiseman)
- Patrick Brown (agent du FBI Kenney)
- Wendy Worthington (la serveuse)
- Malcolm Goodwin (CC Creach)

### Épisode 9:Culpabilité
- États-Unis /  Canada : 15 novembre 2013 sur FOX / Global
- France : 6 mars 2014 sur M6[16]

- États-Unis : 5,18 millions de téléspectateurs[34] (première diffusion)
- Canada : 1,38 million de téléspectateurs[33] (première diffusion)

- Michael Rothhaar (le juge Bruce Cohen)
- Sara Mornell (le procureur Peggy)
- Ben Lawson (Martin Zand)
- Dan Wells (le marshal Jimmy)
- Margo Harshman (Alison Kidman)
- Brandon Quinn (Peter Kidman)
- Frederick Lawrence (Frank Finizio)
- Jazz Raycole (Jessica Miller)
- Robert Alan Beuth (Bert Hogue)
- Kiva Jump (Meredith McQueen)
- Ray Auxais (Mike Norton)
- Tony Sancho (Will Fuente)
- Karly Rothenberg Mackay (Heather Carp)
- Steve Mize (Don Bennington)
- Chad Addison (Ed Barrow)
- Dan Lothian (Robert Seager)
- Jonathan Craig Williams (l'inspecteur Cravens)
- Derick Alexander (le marshal no 2)
- Christopher Goodman (Ben Mansfield)
- Carol Mansell (la jurée no 5)

- La série est diffusée les vendredis à partir de cet épisode[9].

### Épisode 10:Mis en boîte
- États-Unis /  Canada : 22 novembre 2013 sur FOX / Global
- France : 18 avril 2014 sur M6[16]

- États-Unis : 5,78 millions de téléspectateurs[35] (première diffusion)
- Canada : 2,01 millions de téléspectateurs[36] (première diffusion + différé 7 jours)

- John Posey (Sam Gilford)
- Alyson Reed (Susan Lauderbach)
- Jen Drohan (Agatha Blume)
- Rizwan Manji (Raymond McCants)
- Paul Zies (Biker)
- Jodi Harris (Evelyn Cheevers)
- Conor Patrick Brown (Trevor Fowley)
- Kenny Ridwan (Brandon Heller)
- Donna Pieroni (Lunch Lady)
- Lesley Aletter (la petite amie du Biker)

### Épisode 11:Une équation parfaite
- États-Unis /  Canada : 6 décembre 2013 sur FOX / Global
- France : 25 avril 2014 sur M6[16]

- États-Unis : 6,91 millions de téléspectateurs[37] (première diffusion)
- Canada : 1,85 million de téléspectateurs[38] (première diffusion + différé 7 jours)

- Richard Schiff (Leon Watters)
- McKayla Maroney (Ellie)
- McKinley Freeman (l'entraîneur Davis McIntyre)
- Laura Niemi (Melissa Howes)
- Mark Derwin (Adam Howes)
- Cherami Leigh (Rachel Howes)
- Bonnie Root (Haley Kent)
- Nancy Stone (Bonnie Johnson)
- Steve Monroe (Norman Johnson)
- J. Michael Trautmann (Julian Anton)

### Épisode 12:Obsession
- États-Unis /  Canada : 10 janvier 2014 sur FOX / Global
- France : 2 mai 2014 sur M6[16]
- Belgique : 2 décembre 2014 sur RTL-TVI

- États-Unis : 6,88 millions de téléspectateurs[39] (première diffusion)
- Canada : 1,88 million de téléspectateurs[40] (première diffusion + différé 7 jours)

- Kelly Rutherford (Stephanie McNamara)
- Chad Donella (Dan Brewster)
- Heather McComb (Erika Stamp)
- Mitchell Fink (Trent McNamara)
- Eileen Grubba (Donna Hastings)

### Épisode 13:Une star inconnue
- États-Unis /  Canada : 17 janvier 2014 sur FOX / Global
- France : 9 mai 2014 sur M6[16]

- États-Unis : 6,78 millions de téléspectateurs[41] (première diffusion)
- Canada : 2,06 millions de téléspectateurs[42] (première diffusion + différé 7 jours)

- Charlie Worsham (Colin Haynes)
- Jon Jon Briones (Adrian Lingao)
- Jamie Anne Allman (Kara O'Malley)
- Kay Lenz (Harriet White)
- Kelly McNair (Dottie)
- Robert Baker (Joe Martucci)

### Épisode 14:Échec et Mat
- États-Unis /  Canada : 24 janvier 2014 sur FOX / Global
- France : 16 mai 2014 sur M6[16]

- États-Unis : 7,49 millions de téléspectateurs[43] (première diffusion)
- Canada : 1,9 million de téléspectateurs[44] (première diffusion + différé 7 jours)

- Scott Lowell (Dr Douglas Filmore)
- Joseph Fuhr (Tim Levitt)
- Marcus Giamatti (Forrest Wakefield)
- Michelle Clunie (Suzanne Levitt)
- Joe Mei (An Ni)
- Dimitri Diatchenko (en) (Dimitri Romanov)
- Dayo Okeniyi (Jarrick Henry)
- Craig Ricci Shaynak (Tiffin Olin)
- Marina Benedict (Ingrid Magnusson)

### Épisode 15:Enfants gâtés
- États-Unis /  Canada : 31 janvier 2014 sur FOX / Global
- France : 23 mai 2014 sur M6[16]

- États-Unis : 6,78 millions de téléspectateurs[45] (première diffusion)
- Canada : 2,2 millions de téléspectateurs[46] (première diffusion)

- Jonno Roberts (Jeffrey Hodgins)
- Robert Picardo (Dr Lawrence Rozran)
- Ana Stojanovic (Katherine Frank)
- John Getz (Steven Frank)
- Ken Luckey (Chuck Winter)
- Joey Capone (Buddy Coleman)
- Assaf Cohen (Mauricio Rivas)
- Burt Bulos (Sean Treacher)

### Épisode 16:Au nom de la liberté
- États-Unis /  Canada : 10 mars 2014 sur FOX[10] / Global
- France : 30 mai 2014 sur M6[16]

- États-Unis : 6,55 millions de téléspectateurs[47] (première diffusion)
- Canada : 1,83 million de téléspectateurs[48] (première diffusion + différé 7 jours)

- Freddie Prinze Jr. (agent Danny Beck)
- Homie Doroodian (Aziz Nazeri)
- Chris Browning (en) (Derek Johannessen)
- Chris Coppola (Kyle Stanley)
- Patrick Renna (Pete Dineen)
- Nazneen Contractor (Sari Nazeri)

### Épisode 17:Mauvaise Conduite
- États-Unis /  Canada : 17 mars 2014 sur FOX / Global
- France : 6 juin 2014 sur M6[16]

- États-Unis : 5,63 millions de téléspectateurs[49] (première diffusion)
- Canada : 1,63 million de téléspectateurs[50] (première diffusion + différé 7 jours)

- Ignacio Serricchio (Rodolfo Fuentes)
- Dendrie Taylor (Georgia Grace)
- Shahine Ezell (Horatio Mancini)
- Chris Coy (Graham Breslin)
- Kevin E. West (Martin Fowler)
- Adam Bennells (l'homme imposant)

### Épisode 18:La Carotte
- États-Unis /  Canada : 24 mars 2014 sur FOX / Global
- France : 13 juin 2014 sur M6[16]

- États-Unis : 5,82 millions de téléspectateurs[51] (première diffusion)
- Canada : 1,67 million de téléspectateurs[52] (première diffusion + différé 7 jours)

- Sunnie Pelant (Christine Booth)
- Noah Weisberg (Tommy Munson / « Carrot Bill »)
- Jonathan Chase (Ken Starkel / « Broccoli »)
- Doug Locke (Corn)
- Kellee Stewart (Debra Ann Volker)
- Elizabeth Ann Roberts (Marilyn Starkel)
- David Starzyk (Jake Winters)
- Keeshan Giles (l'assistant de la production)
- Scott Mosenson (Crocodile Cowboy)
- Blaine Holtkamp (le technicien du labo)

### Épisode 19:Le Calice de l'assassin
- États-Unis /  Canada : 31 mars 2014 sur FOX / Global
- France : 27 juin 2014 sur M6[16]

- États-Unis : 5,72 millions de téléspectateurs[53] (première diffusion)
- Canada : 1,63 million de téléspectateurs[54] (première diffusion + différé 7 jours)

- Tiffany Hines (Michelle Welton)
- Joanna Pacula (Drina Mirga)
- John Sloan (Todd Mirga)
- Stephen Grove Malloy (Minister)
- Anjali Bhimani (Satima Gupta)
- Christie Ann Burson (Sarah Metzler)

Dernière apparition de l'interne Finn Abernathy.

### Épisode 20:Sauvé par le bong
- États-Unis /  Canada : 7 avril 2014 sur FOX / Global
- France : 27 juin 2014 sur M6[16]

- États-Unis : 6,58 millions de téléspectateurs[55] (première diffusion)
- Canada : 1,79 million de téléspectateurs[56] (première diffusion + différé 7 jours)

- Roshawn Franklin (Carl Collins)
- P.J. Boudousqué (Adam Caputo)
- Larry Sullivan (Dr Richard Burke)
- Darryl Reeves (Convict)
- Katy Stoll (Abby Briggs)
- Elizabeth Ann Bennett (Mallory Briggs)

### Épisode 21:Jeter un froid
- États-Unis /  Canada : 14 avril 2014 sur FOX / Global
- France : 4 juillet 2014 sur M6[16]

- États-Unis : 5,79 millions de téléspectateurs[57] (première diffusion)
- Canada : 1,8 million de téléspectateurs[58] (première diffusion + différé 7 jours)

- Shohreh Aghdashloo (Azita Vaziri)
- Braeden Marcott (Armin Vaziri)
- Myk Watford (Etha Papadelis)
- David Dean Bottrell (Tripp Warshaw)
- Kate Orsini (Michelle Summers)
- Christopher Matthew McGarry (Noah Summers)
- Ted Baker (agent Tolkin)
- Rochelle Greenwood Foster (Susan Kramer)
- Sascha Alexander (Carla Freling)
- Miles Gaston Villaneuva (Peter Freling)
- Kristin Burke (Madaline Papadelis)
- Erol Dolen (le serveur)
- Noah Abbot (le garçon)

### Épisode 22:Jusqu'au bout des ongles
- États-Unis /  Canada : 21 avril 2014 sur FOX / Global
- France : 4 juillet 2014 sur M6[16]

- États-Unis : 5,97 millions de téléspectateurs[59] (première diffusion)
- Canada : 1,75 million de téléspectateurs[60] (première diffusion + différé 7 jours)

- Sterling Macer Jr (le directeur adjoint Victor Stark)
- Eileen Grubba (Donna Hastings)
- Christine Dunford (Harriet Kent)
- Jeff Hayenga (Dr Herman Kessler)
- Jeffrey Nicholas Brown (le père)
- Izabela Vidovic (la fille)
- Cathleen Kaelyn (la mère)
- Noah Lomax (le fils)
- Courtney Gains (super)

### Épisode 23:Le Dernier Plongeon
- États-Unis /  Canada : 12 mai 2014 sur FOX / Global
- France : 11 juillet 2014 sur M6[16]

- États-Unis : 6,38 millions de téléspectateurs[61] (première diffusion)
- Canada : 1,72 million de téléspectateurs[62] (première diffusion + différé 7 jours)

- Laura Spencer (Jessica Warren)
- Shawn Ryan (Destiny Childs / Lloyd Egan)
- Emily Montague (Gabby Morrell)
- Alix Elizabeth Gitter (Jillian Rice)
- Andrew Veenstra (Avery Parrish)
- Christian Gehring (Quentin Marks)
- Chantaize Darius J. Pierce (Kimmy Moore)
- Mirella Thomas (Lyla Thomas)
- Joshua Bitton (Joe Rizzo)
- Stefanie Black (Terry Blake)
- Madeleine McGraw (Molly Blake)

### Épisode 24:La Conspiration, première partie
- États-Unis /  Canada : 19 mai 2014 sur FOX[63] / Global
- France : 18 juillet 2014 sur M6[16]

- États-Unis : 6,04 millions de téléspectateurs[64] (première diffusion)
- Canada : 2,07 millions de téléspectateurs[65] (première diffusion + différé 7 jours)

- Sterling Macer Jr (Victor Stark)
- Peter Mackenzie (Efran Hadley)
- Susan Angelo (Susan Sprung)